# Adderall (Mondo Marcio)
Adderall è un singolo del rapper italiano Mondo Marcio, pubblicato il 22 maggio 2020.

## Descrizione
Il brano, il cui titolo deriva dall'omonimo farmaco, tratta il rapporto del rapper verso ogni sua dipendenza, tra cui anche quelle personali. Dal lato musicale la sua realizzazione è stata possibile grazie al produttore Shroom (già in passato collaboratore per Eminem e J. Cole), con il quale Mondo Marcio ha avuto una forte intesa:

## Tracce
Testi e musiche di Mondo Marcio, eccetto dove indicato.
1. Adderall – 3:15 (musica: Shroom)
2. Idolo – 2:48